# Zusammengesetzter enzymatischer Test
Ein zusammengesetzter enzymatischer Test ist ein biochemischer Nachweis für Enzymaktivitäten.

## Prinzip
Das Prinzip des zusammengesetzten enzymatischen Tests wurde von Otto Warburg entwickelt. Zuvor hatte er bereits den optisch-enzymatischen Test zur Messung der Enzymaktivitäten von NAD+-reduzierenden Enzymen veröffentlicht. Dabei erfolgte eine photometrische Messung der Änderung der Farbintensität bei der Reduktion von NAD+ zu NADH. Dieser Test wurde zur Messung der Aktivitäten der Lactat-Dehydrogenase (LDH), der Malat-Dehydrogenase (MDH) und der Glutamat-Dehydrogenase (GLDH) verwendet. Der zusammengesetzte enzymatische Test besteht dagegen aus der Messung einer Enzymaktivität, für die kein farbiges Substrat verfügbar ist. Diese Erweiterung der Methode wird erreicht, indem die Reaktion des zu bestimmenden Enzyms (Indikatorreaktion) mit einer weiteren enzymatischen Reaktion (Messreaktion) kombiniert wird, für die eine Messreaktion mit Farbintensitätsänderung besteht. Die Produkte der ersten Reaktion müssen dafür teilweise mit den Substraten der zweiten Reaktion übereinstimmen. Dadurch wird indirekt die Enzymaktivität bestimmt und im Vergleich zu einer Standardreihe quantifiziert. Beispiele für zusammengesetzte enzymatische Tests sind der GOD-HRP-Test und der GPT-LDH-Test. Bei der Entwicklung eines zusammengesetzten enzymatischen Tests werden für die nicht zu messenden Komponenten die jeweils optimalen Konzentrationen ermittelt und verwendet.